# Luftteleskop

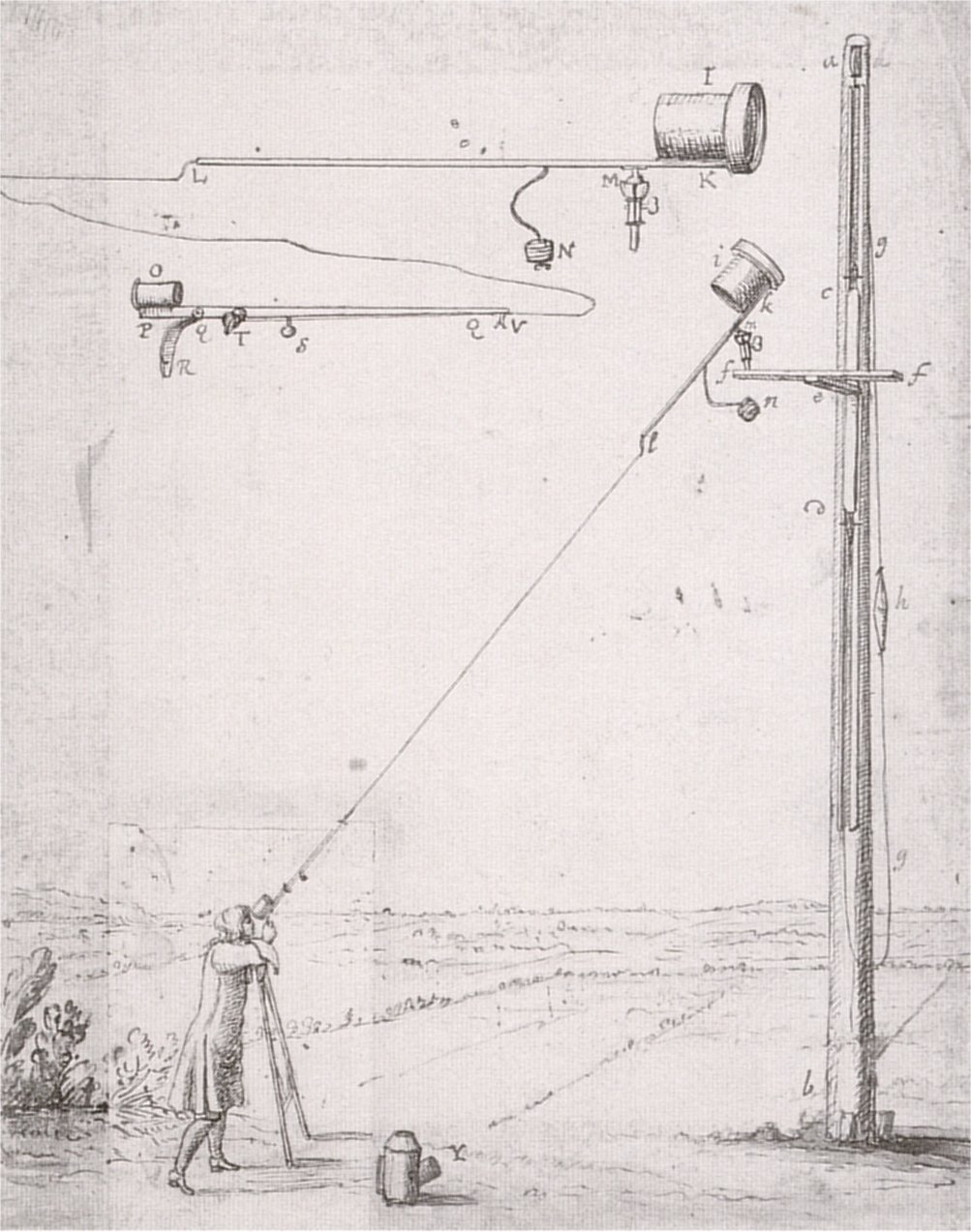
Rohrfreies Teleskop von Christiaan und Constantijn Huygens

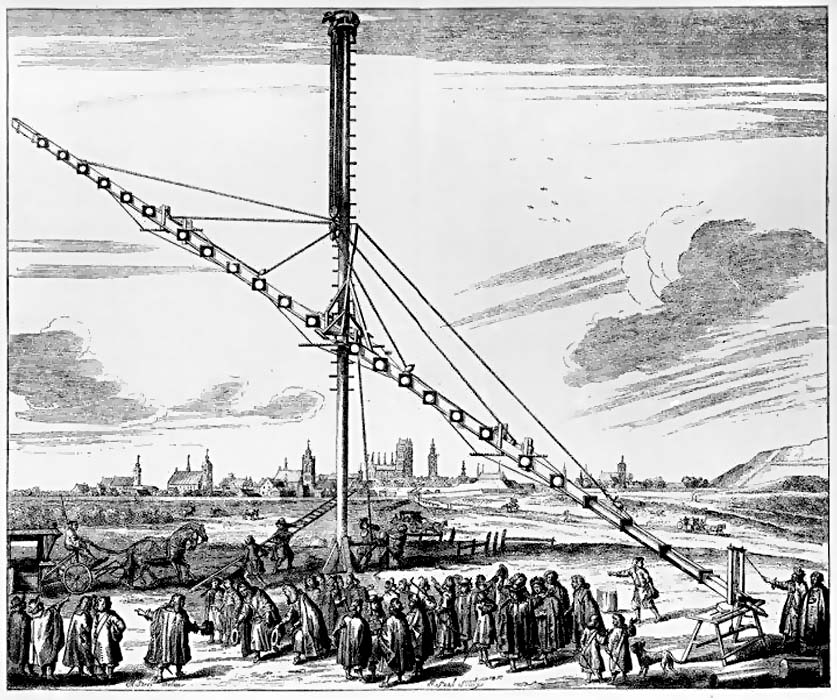
Luftfernrohr von Johannes Hevelius

Ein Luftteleskop oder Luftfernrohr ist ein Fernrohr, bei dem das Objektiv und das Okular nicht durch einen Tubus (Rohr) verbunden sind. Dieser Teleskoptyp wurde 1675 von den Brüdern Christiaan und Constantijn Huygens erfunden und 1684 von Christiaan in seinem Werk Astroscopia Compendiaria veröffentlicht.
Dabei befestigten sie die Objektivlinse in einem sehr kurzen Tubus an einem Mast. Das Okular wurde ebenfalls in einem kurzen Tubusstück montiert. Diese beiden Tubusstücke verbanden sie mit einer gespannten Saite, so dass der korrekte Abstand nicht für jede Beobachtung neu justiert werden musste.